# Frederick J. Bliss

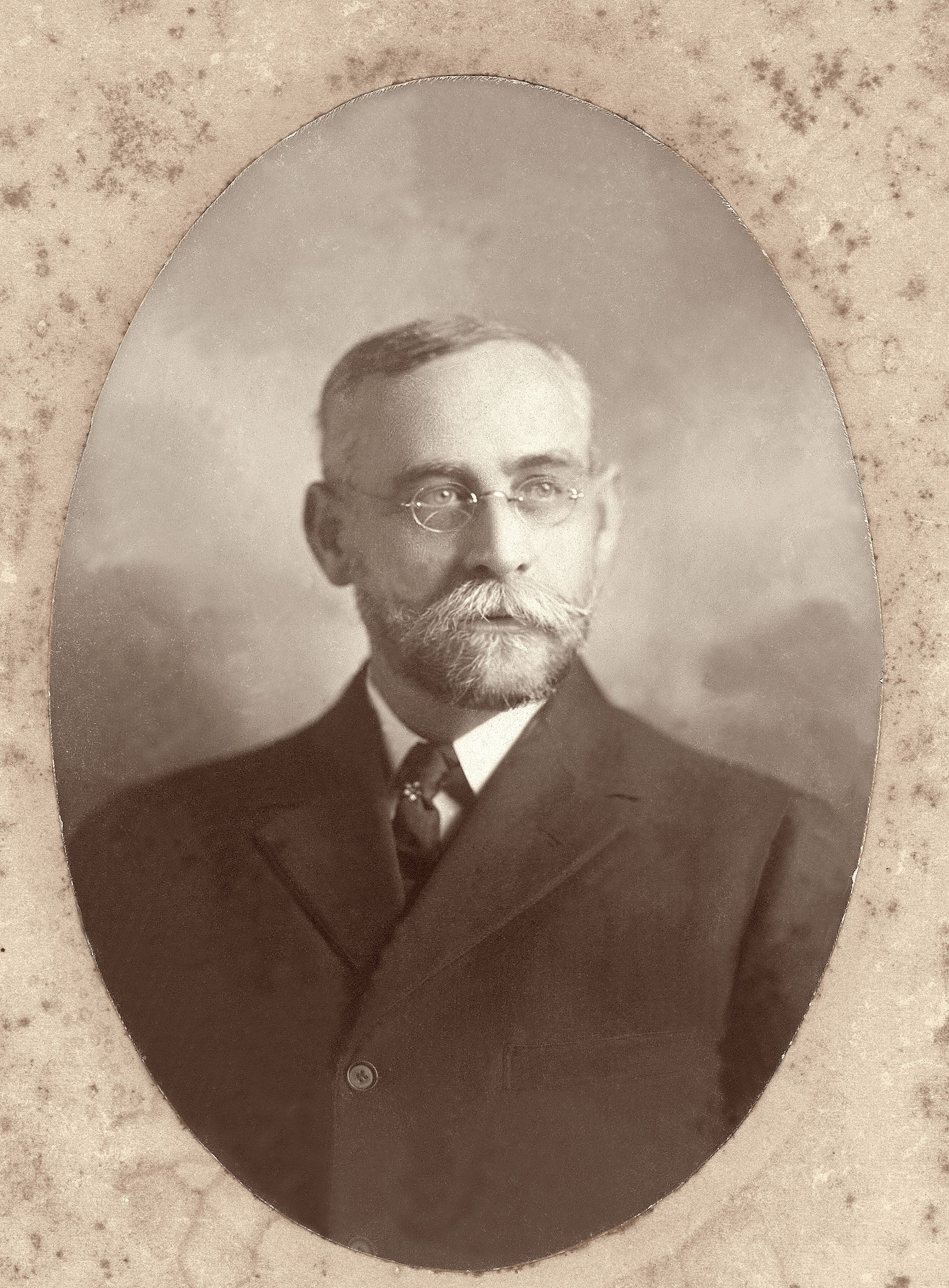
Frederick J. Bliss

Frederick Jones Bliss (* 22. Januar 1859 in Suq-al-Gharb, Syrien (heute: Libanon); † 3. Juni 1937) war ein US-amerikanischer Biblischer Archäologe.

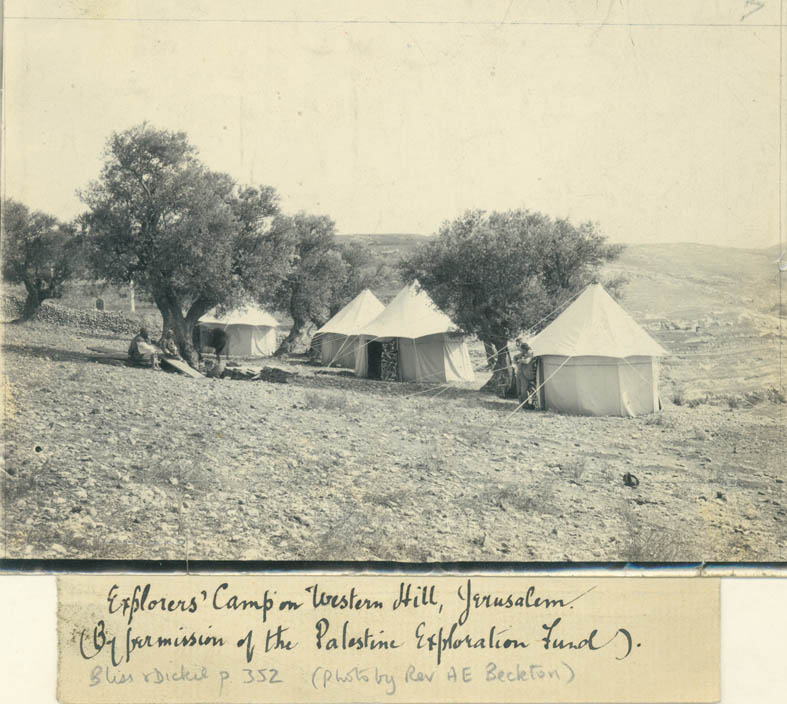
Bliss Ausgrabungslager auf dem Berg Zion, 1894–1897

## Leben
Bliss wurde 1859 als Sohn von Reverend Daniel Bliss, dem Gründer des Syrian Protestant College, der heutigen Amerikanischen Universität Beirut, geboren. Seine Eltern gingen sofort nach ihrer Heirat im Dezember 1855 als Missionare nach Syrien. 
Er studierte am Amherst College, wo er 1880 seinen Bachelor of Arts (B.A.) erhielt. Danach war er drei Jahre am Syrian Protestant College tätig. Als Nächstes studierte er bis 1887 am Union Theological Seminary in New York. Zwischen 1888 und 1890 betrieb er Forschungen im heutigen Syrien. 1890 wurde ihm vom Palestine Exploration Fund die Möglichkeit gegeben, die von Flinders Petrie am Tell el-Hesi begonnenen Ausgrabungen fortzusetzen. Nach einer kurzen Unterweisung von Petrie in Meidum begann Bliss mit seiner Arbeit am Tell el-Hesi. Die weiteren Ausgrabungen sollten zwei Jahre dauern. Seine erfolgreiche Arbeit bei Tell el-Hesi führte dazu, dass er in Folge weitere Aufgaben für den Palestine Exploration Fund erfüllte. So war er von 1894 bis 1897 in Jerusalem tätig. Hierbei assistierte ihm Archibald Dickie. Als Nächstes wurde Bliss von dem Palestine Exploration Fund in die Schefela geschickt. Er arbeitete nun mit R. A. S. Macalister zusammen. Gemeinsam führten sie Ausgrabungen in Tell Zakariya, Tell es-Safi, Tell el-Judeidah und Tell Sandahanna durch.
1900 wurde Bliss aus dem Dienst des Palestine Exploration Fund entlassen. Dies lag zum einen an der sich verschlechternden Gesundheit von Bliss, zum anderen daran, dass dem Palestine Exploration Fund seine Funde der letzten Jahre nicht spektakulär genug waren. William Foxwell Albright vertrat hierbei später die Meinung, dass der Palestine Exploration Fund damit einen schweren Fehler begangen habe und die levantische Archäologie zurückwerfe.

## Veröffentlichungen (Auswahl)
- A mound of many cities; or, Tell el Hesy excavated. London 1898 (Digitalisat).
- Excavations at Jerusalem, 1894-1897. 1898
- mit R. A. S. Macalister: Excavations in Palestine during 1898-1900. 1902
- The Development of Palestine Exploration. New York 1907 (Digitalisat).
- The Religions of Modern Syria and Palestine. New York 1912 (Digitalisat)